# غيرغلي هورفاث
غيرغلي هورفاث (بالمجرية: Horváth Gergely)‏ هو منافس ألعاب قوى مجري، ولد في 5 يونيو 1975 في بودابست في المجر.

## وصلات خارجية
- غيرغلي هورفاث على موقع الاتحاد الدولي لألعاب القوى (الإنجليزية)
- غيرغلي هورفاث على موقع أوليمبيديا (الإنجليزية)